# Altea (azienda)
La Altea è stata una casa motociclistica italiana, attiva dal 1938 al 1941.
Fondata a Milano nel gennaio 1938, con il nome di Seiling, dall'ing. Alberico Seiling (già fondatore della MAS), venne poi rinominata Sei, per assumere la denominazione definitiva di Altea dal 1939.
La prima moto realizzata nei locali di via Brioschi, fu una monocilindrica da 350 cm³ a valvole laterali con volano esterno e cambio in blocco a tre marce, cui seguì una motoleggera da 200 cm³ con valvole in testa, distribuzione ad aste e bilancieri e sospensione posteriore tipo "cantilever".
Il medesimo propulsore venne impiegato anche per motorizzare un motofurgoncino commercializzato nel 1940.
A causa degli eventi bellici, l'azienda chiuse i battenti nel 1941.